# Ana González Martín
Ana González Martín (Granadilla de Abona, Canarias, España, 7 de agosto de 1991) es una futbolista española. Juega de delantera y su equipo actual es el Granadilla Tenerife de la Primera División Femenina de España.

## Estadísticas
Actualizado al último partido disputado el 22 de noviembre de 2020.
| Granadilla Tenerife · España             |               |               |     |    |   |   |   |     |     |    |
| 1.ª                                      | 2015-16       | 26            | 3   | 0  | 0 | - | - | 26  | 3   |    |
| 1.ª                                      | 2016-17       | 28            | 7   | 0  | 0 | - | - | 28  | 7   |    |
| 1.ª                                      | 2017-18       | 27            | 5   | 3  | 1 | - | - | 30  | 6   |    |
| 1.ª                                      | 2018-19       | 24            | 5   | 1  | 0 | - | - | 25  | 5   |    |
| 1.ª                                      | 2019-20       | 9             | 0   | 1  | 0 | - | - | 10  | 0   |    |
| 1.ª                                      | 2020-21       | 8             | 0   | 0  | 0 | - | - | 8   | 0   |    |
| Total club                               | Total club    | 122           | 20  | 5  | 1 | 0 | 0 | 127 | 21  |    |
| Total carrera                            | Total carrera | Total carrera | 122 | 20 | 5 | 1 | 0 | 0   | 127 | 21 |
| (1) Incluye datos de la Copa de la Reina |               |               |     |    |   |   |   |     |     |    |